# Коштею-де-Сус
Коштею-де-Сус (рум. Coșteiu de Sus) — село у повіті Тіміш в Румунії. Входить до складу комуни Марджина.
Село розташоване на відстані 334 км на північний захід від Бухареста, 89 км на схід від Тімішоари, 135 км на південний захід від Клуж-Напоки.

## Населення
За даними перепису населення 2002 року у селі проживали 188 осіб.
Національний склад населення села:
| Національність | Кількість осіб | Відсоток |
| -------------- | -------------- | -------- |
| румуни         | 151            | 80,3%    |
| українці       | 37             | 19,7%    |

Рідною мовою назвали:
| Мова       | Кількість осіб | Відсоток |
| ---------- | -------------- | -------- |
| румунська  | 154            | 81,9%    |
| українська | 34             | 18,1%    |